# جيريمي غاراي
جيريمي غاراي (بالإنجليزية: Jeremy Garay)‏ هو لاعب كرة قدم أمريكي في مركز الوسط، ولد في 1 أبريل 2003 في ودبريدغ في الولايات المتحدة. لعب مع لودون يونايتد.